# Magrone
Il magrone è un calcestruzzo "magro", ovvero realizzato con quantitativi ridotti di cemento (meno di 150 kg/m³), e una curva granulometrica degli inerti a dimensione abbastanza grossa.
Lo scopo del magrone nell'utilizzo come sotto fondazione è quello di costituire un piano orizzontale e pulito per il posizionamento dei ferri d'armatura delle fondazioni. Infatti, lo strato di magrone, essendo il primo della fondazione, è adagiato sulla superficie (terreno) risultante dallo scavo. In alcuni casi, al di sotto del magrone, a contatto con la terra, è steso e stabilizzato uno strato di "breccione" o inerte equivalente.
Nell'analisi della capacità portante della fondazione la presenza del magrone viene trascurata. Altra importante funzione del magrone è quella di mantenere i ferri di fondazione distanti dalla nuda terra, evitando così contatti con umidità e conseguenti rischi di corrosione invisibile dei ferri stessi.